# Josef Martinec (politik)
Josef Martinec (* 15. dubna 1934) byl český a československý politik Komunistické strany Československa a poslanec Sněmovny lidu Federálního shromáždění za normalizace.

## Biografie
Po volbách roku 1976 zasedl do Sněmovny lidu (volební obvod č. 27 - Brandýs nad Labem-Stará Boleslav, Středočeský kraj). Křeslo nabyl až dodatečně v červnu 1977 po doplňovacích volbách poté, co zemřel poslanec Vlastimil David. Mandát obhájil ve volbách roku 1981 (obvod Nymburk). Ve Federálním shromáždění setrval do konce funkčního období, tedy do voleb roku 1986.
K roku 1981 se uvádí jako „zkušený vedoucí technický pracovník v průmyslovém podniku“.